# Laser (jolle)
 For alternative betydninger, se Laser (flertydig). (Se også artikler, som begynder med Laser)
Laseren (eller ILCA 7) er en jolle designet af Bruce Kirby i 1970. Idéen med laseren var, at den skulle være enkel. Derfor er masten simpelthen to aluminiumsrør, der sættes sammen, hvorefter sejlet trækkes ud over den. Oprindeligt var der intet trim, så det kom an på, hvordan man sejlede, i stedet for hvordan man trimmede jollen. Der er dog senere tilsat lidt trim.
Jollen er stabil og solid, og derfor både en god jolle til den uerfarne og til at have liggende ved sommerhuset. Samtidig er den med de nye trimsystemer blevet mere populær, og Laser Standard er en olympisk bådklasse for mænd og siden 2008 også for kvinder, hvor Laser Radial erstattede europajollen.
Udover at laserjollen er enkel og nem at rigge til, kan den også bruges som en familiebåd, i og med, at der er lavet flere forskellige rigge til den samme båd. Standard-riggen sejles af de tungeste over 60 kg. Radial-riggen sejles med en idealvægt på mellem 55-70 kg. Til børnene findes en endnu mindre rig, Laser 4.7, og den kan derfor sejles helt ned til 35 kg. Det kan være nogen af årsagerne til, at jollen er så populær, at der er produceret over 180.000 skrog.
Forskellen mellem de tre ovenfor nævnte laserjoller er udelukkende bundmasten og sejlet.
Navnet Laser er i denne artikel brugt om Laser Standard, Laser Radial og Laser 4.7, der har det samme skrog. Det kan dog også bruges om andre joller, der ikke har samme skrog som de nævnte jolletyper.

## Historie
Det startede med en telefonsamtale mellem Bruce Kirby og Ian Bruce, der diskuterede mulighederne for en jolle, der kunne være på taget af en bil, som en del af campingudstyret. Bruce sagde, den ville blive kendt som ”Million-dollar-krusedullen.” Denne jolle kom dog aldrig i produktion og planerne blev hos Kirby indtil 1970 da ”One Design and Offshore Yachtsman” holdt en regatta for både til en værdi af mindre end 1000 $, denne kaldet ”Americas Teacup.” Efter nogle få ændringer af sejlet vandt den let sin klasse.
Prototypen af båden blev oprindeligt kaldt the ”Weekender.” Derfor havde sejlet også bogstaverne TGIF i sejlet – Thank God It’s Friday.
Det første verdensmesterskab blev holdt i 1974 i Bermuda med 24 deltagende lande. Den største vinder af klassen er Robert Scheidt ”El Demolidor” fra Brasilien. Han vandt verdensmesterskabet 8 gange og fik 2 guld- og 1 sølvmedalje ved OL.

## Design
Som en one-design klassebåde, bliver alle Lasere bygget ens. Skroget vejer kun 56,7 kg for at kunne have den på taget af en bil, og mange har endda udviklet metoder for at læsse den på bilen egenhændigt.
I enhver laserjolle er byggeår og –sted skrevet på agterspejlet. Dette serienummer er unikt og det samme nummer, som står i sejlet. Hvor de fleste andre bådtyper har sejlnumre med landets bogstaver, f.eks. DEN, skrevet i sejlet, er laseren unik i og med, at den udelukkende har tal. Derfor er laser serienummer et 6-cifret tal, der muliggør at de kan sælges på tværs af landegrænser uden at skulle skifte sejlnummer.

## Andre designs
Udover varianterne Laser Radial og Laser 4.7, findes der også en tredje og mindre kendt variant, Laser M Rig. Denne adskiller sig fra de to andre varianter ved at topmasten udskiftes i stedet for bundmasten. Dette blev dog aldrig nogen succes, da den ofte var sværere at håndtere end standardriggen. Bundmasten på laseren er meget stiv, så ved at udskifte topmasten, blev hele masten pludselig stiv. På grund af den meget stive mast, var det svært at strække agterliget og derved lukke luften ud af sejlet. Derfor blev radialriggen og 4.7-riggen udviklet med en blødere, kortere og mere fleksible bundmast i stedet.

## Trim
Laserjollen har 3 trimliner eksklusiv skødet:
- Cunningham
- Udhal
- Kicking strap

Med disse kan sejleren justere sejlet. Disse trimmuligheder er vigtige for sejladsen. Især i let luft, hvor det er vigtigt at sejlet står perfekt, for at få det optimale ud at vinden. Det er også muligt kan købe en powerpack. Det er et system der giver udveksling, der gør det nemmere at trimme sejlet. Sejleren skal ikke bruge kræfter på at trimme sejlet, og det kan dermed trimmes i alt slags luft.

## Andre laserjoller
Andre typer af laserjoller er:
- Laser 2
- Laser 2000
- Laser 3000
- Laser 4000
- Laser 5000
- Laser Pico
- Laser SB3
- Laser Stratos
- Laser Vortex
- Laser Funboat

## Eksterne links
Den danske Laser ILCA organisation
Den internationale laserorganisation Arkiveret 2. december 1998 hos  Wayback Machine